# حارة الجمارك (صنعاء)
حارة الجمارك هي إحدى حارات حي كلية الشرطة بمديرية الوحدة إحد مديريات العاصمة اليمنية صنعاء، بلغ تعداد سكانها 110 نسمة حسب تعداد اليمن لعام 2004.